# Hundsangen
Hundsangen település Németországban, Rajna-vidék-Pfalz tartományban. Lakosainak száma 1974 fő (2023. december 31.).

## Népesség
A település népességének változása:
| Lakosok száma | 1536 | 2077 | 2053 | 2039 | 2004 | 2015 | 1974 |
|               | 1975 | 2010 | 2017 | 2019 | 2021 | 2022 | 2023 |